# Zheng Xiaoye
Zheng Xiaoye (chiń. 曾小烨, ur. 26 lutego 1991 w Wenzhou) – chiński snowboardzista. Zajął 16. miejsce w halfpipe’ie na igrzyskach w Vancouver. Na mistrzostwach świata najlepszy wynik uzyskał na mistrzostwach w Kangwŏn, gdzie zajął 8. miejsce w halfpipe’ie. Najlepsze wyniki w Pucharze Świata osiągnął w sezonie 2008/2009, kiedy to zajął 46. miejsce w klasyfikacji generalnej, a w klasyfikacji halfpipe’a był dziewiąty.

## Sukcesy

### Igrzyska olimpijskie
| Miejsce | Dzień     | Rok  | Miejscowość | Konkurencja | Zwycięzca   |
| ------- | --------- | ---- | ----------- | ----------- | ----------- |
| 16.     | 17 lutego | 2010 | Vancouver   | Halfpipe    | Shaun White |

### Mistrzostwa Świata
| Miejsce | Dzień       | Rok  | Miejscowość | Konkurencja | Zwycięzca |
| ------- | ----------- | ---- | ----------- | ----------- | --------- |
| 8.      | 23 stycznia | 2009 | Kangwŏn     | Halfpipe    | Ryō Aono  |

### Puchar Świata

#### Miejsca w klasyfikacji generalnej
- 2006/2007 – 170.
- 2007/2008 – 171.
- 2008/2009 – 46.
- 2009/2010 – 51.

#### Miejsca na podium
1. Valmalenco – 21 marca 2009 (Halfpipe) – 3. miejsce